# Efrem Forni
Efrem Forni (Milaan, 10 januari 1889 - Rome, 26 februari 1976), was een Italiaans geestelijke en kardinaal van de Katholieke Kerk.
Forni studeerde filosofie en theologie aan de Universiteit van Milaan en aan de Pauselijke Universiteit Gregoriana en de Pauselijke Ecclesiastische Academie te Rome. Op 6 juli 1913 werd hij tot priester gewijd. Hij werkte vervolgens als pastor en docent aan het diocesaan seminarie van Cantù en dat van Milaan. Van 1921 tot 1926 was hij secretaris van de apostolische nuntiatuur in Portugal. Van 1928 tot 1937 was hij toegevoegd aan de nuntius in Frankrijk.
Op 26 november 1937 benoemde Paus Pius XI hem tot titulair aartsbisschop van Darnis en tot apostolisch nuntius in Ecuador. In 1953 werd hij door Paus Pius XII benoemd tot nuntius in België en Luxemburg.
Tijdens het consistorie van 19 maart 1962 verhief Paus Johannes XXIII hem tot kardinaal-priester en titularis van de Santa Croce in Gerusalemme. Hij nam deel aan alle zittingen van het Tweede Vaticaans Concilie. Hij overleed in Rome. Zijn lichaam werd op zijn verzoek niet bijgezet in het familiegraf in Milaan, maar in de parochiekerk van Gallarate, waar hij zijn priesterlijke roeping zou hebben gekregen.
Forni was Ridder Grootkruis voor Eer en Devotie in de Maltezer Orde.